# Samyuktha Menon
Pour les articles homonymes, voir Menon (homonymie).
 (février 2023).
La mise en forme du texte ne suit pas les recommandations de Wikipédia : il faut le « wikifier ».
Les points d'amélioration suivants sont les cas les plus fréquents. Le détail des points à revoir est peut-être précisé sur la page de discussion.
- Les titres sont pré-formatés par le logiciel. Ils ne sont ni en capitales, ni en gras.
- Le texte ne doit pas être écrit en capitales (les noms de famille non plus), ni en gras, ni en italique, ni en « petit »…
- Le gras n'est utilisé que pour surligner le titre de l'article dans l'introduction, une seule fois.
- L'italique est rarement utilisé : mots en langue étrangère, titres d'œuvres, noms de bateaux, etc.
- Les citations ne sont pas en italique mais en corps de texte normal. Elles sont entourées par des guillemets français : « et ».
- Les listes à puces sont à éviter, des paragraphes rédigés étant largement préférés. Les tableaux sont à réserver à la présentation de données structurées (résultats, etc.).
- Les appels de note de bas de page (petits chiffres en exposant, introduits par l'outil «  Source ») sont à placer entre la fin de phrase et le point final[comme ça].
- Les liens internes (vers d'autres articles de Wikipédia) sont à choisir avec parcimonie. Créez des liens vers des articles approfondissant le sujet. Les termes génériques sans rapport avec le sujet sont à éviter, ainsi que les répétitions de liens vers un même terme.
- Les liens externes sont à placer uniquement dans une section « Liens externes », à la fin de l'article. Ces liens sont à choisir avec parcimonie suivant les règles définies. Si un lien sert de source à l'article, son insertion dans le texte est à faire par les notes de bas de page.
- La présentation des références doit suivre les conventions bibliographiques. Il est recommandé d'utiliser les modèles {{Ouvrage}}, {{Chapitre}}, {{Article}}, {{Lien web}} et/ou {{Bibliographie}}. Le mode d'édition visuel peut mettre en forme automatiquement les références.
- Insérer une infobox (cadre d'informations à droite) n'est pas obligatoire pour parachever la mise en page.

Pour une aide détaillée, merci de consulter Aide:Wikification.
Si vous pensez que ces points ont été résolus, vous pouvez retirer ce bandeau et améliorer la mise en forme d'un autre article.
Samyuktha, née le 11 septembre 1995 à Palakkad, est une actrice indienne de films malayalam.

## Biographie

### Jeunesse
Samyuktha nait le 11 septembre 1995, à Palakkad, dans l'État de Kerala en Inde[réf. nécessaire]. Elle fait sa scolarité à la Chinmaya Vidyalaya (en) de Chittur-Thathamangalam (en) et elle est diplômée en économie.

### Carrière
Samyuktha fait ses débuts au cinéma en 2016 avec le film en malayalam, Popcorn, où elle joue le rôle d'Anjana, l'amoureuse de Shine Tom Chacko dans le film.
Elle apparait dans le thriller d'action en langue tamoule Kalari en tant que Thenmozhi,. Elle est choisie pour jouer le rôle-titre dans Lilli, un thriller de vengeance en langue malayalam indienne de 2018, scénarisé et réalisé par le débutant Prasobh Vijayan,. Juillet Kaatril annoncé vers la fin de 2017 est un film tamoul de comédie romantique.  Le projet est sorti en 2018. Sa prochaine sortie était Theevandi, un film de satire politique en langue malayalam réalisé par la débutante Fellini T. P. et écrit par Vini Vishwa Lal,.
La première sortie de Samyuktha pour 2019 était Oru Yamandan Premakadha réalisé par BC Noufal et écrit par Bibin George et Vishnu Unnikrishnan. Elle a fait une apparition dans Uyare alors que Tessa partageait à nouveau l'espace d'écran avec Tovino Thomas. Samyuktha a joué le rôle de l'acolyte de Shivajith Padmanabhan dans le film d'action Kalki de 2019 qui avait Tovino Thomas en tête réalisé par Praveen Prabharam,,. Elle a ensuite été choisie pour Bheemla Nayak qui est sorti en février 2022.

## Filmographie
|  | Désigne les films qui ne sont pas encore sortis |

| Année | Film                              | Rôle                     | Langue    | Remarques         |
| ----- | --------------------------------- | ------------------------ | --------- | ----------------- |
| 2016  | Popcorn                           | Anjana                   | Malayalam |                   |
| 2018  | Theevandi                         | Devi                     | Malayalam |                   |
| 2018  | Lili                              | Lili                     | Malayalam |                   |
| 2018  | Kalari                            | Thenmozhi                | Tamil     |                   |
| 2019  | Juillet Kaatril                   | Révathy                  | Tamil     |                   |
| 2019  | Oru Yamadan Premakadha            | Jesna Johny              | Malayalam |                   |
| 2019  | Uyaré                             | Tessa                    | Malayalam | Caméo             |
| 2019  | Kalki                             | Dr Sangeetha             | Malayalam |                   |
| 2019  | Bataillon Edakkad 06              | Naïna Fathima            | Malayalam | ,                 |
| 2019  | Monde souterrain                  | Aishwarya                | Malayalam |                   |
| 2021  | Vellam : La Boisson Indispensable | Sunitha Murali           | Malayalam |                   |
| 2021  | Anum Pennum                       | Kochuparu / Savitri      | Malayalam | Segment : Savitri |
| 2021  | Loup                              | Acha                     | Malayalam |                   |
| 2021  | Érida                             | Érida                    | Malayalam |                   |
| 2021  | Érida                             | Érida                    | Malayalam |                   |
| 2021  | Érida                             | Érida                    | Tamil     |                   |
| 2022  | Bheemla Nayak                     | Kamali                   | télougou  | ,                 |
| 2022  | Kaduva (en)                       | Elsa Kurian Kaduvakunnel | Malayalam |                   |
| 2022  | Bimbisara                         | Vijayanthi               | télougou  |                   |
| 2022  | Gaalipata 2                       | Anupama                  | Kannada   | ,                 |
| 2023  | Sir                               | Meenakshi                | télougou  | Film bilingue     |
| 2023  | Vaathi                            | Meenakshi                | Tamil     | Film bilingue     |
| 2023  | Boomerang                         | -                        | Malayalam | [ 21 ]            |